# Ne (Ligurien)
Ne (ligurisch Né) ist eine italienische Gemeinde in der ligurischen Metropolitanstadt Genua mit 2123 Einwohnern (Stand 31. Dezember 2023).

## Geographie
Die Gemeinde Ne ist nach ihrer Flächenausdehnung die viertgrößte in der Metropolitanstadt Genua. Sie liegt im Tal Graveglia inmitten des Ligurischen Apennins. Das Gemeindeland bildet mit vier weiteren Gemeinden die Comunità Montana Valli Aveto, Graveglia e Sturla. Auf dem Territorium befindet sich ein Teil des Naturparks Aveto.
Die geologische Beschaffenheit des Val Graveglia ist von besonderem Interesse für Geologen der nahegelegenen Universität von Genua.
Nach der nationalen Klassifizierung nach seismischer Aktivität wird das Territorium der Zone 3 zugeordnet. Das bedeutet, dass in der Region selten Erdbeben auftreten.

## Klima
Die Gemeinde Ne wird unter Klimakategorie D klassifiziert, da die Gradtagzahl einen Wert von 1819 besitzt. Das heißt, die in Italien gesetzlich geregelte Heizperiode liegt zwischen dem 1. November und dem 15. April für jeweils 12 Stunden pro Tag.

## Kurios
Mit drei anderen Gemeinden gehört Ne zu den italienischen Gemeinden mit den kürzesten, nur aus zwei Buchstaben bestehenden Namen. Die anderen Gemeinden sind Re, Ro und Vo.

## Einzelnachweise

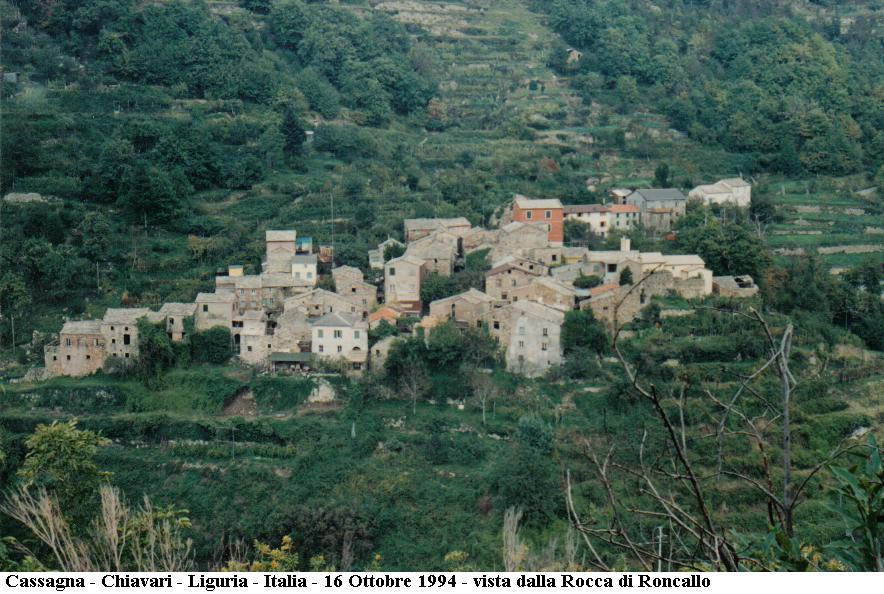
Cassagna in der Gemeinde Ne